# Остенфелд (Рендсбург)
Остенфелд (њем. Ostenfeld) општина је у њемачкој савезној држави Шлезвиг-Холштајн. Једно је од 165 општинских средишта округа Рендсбург. Према процјени из 2010. у општини је живјело 545 становника. Посједује регионалну шифру (AGS) 1058122.

## Географски и демографски подаци
Остенфелд се налази у савезној држави Шлезвиг-Холштајн у округу Рендсбург. Општина се налази на надморској висини од 15 метара. Површина општине износи 7,3 km². У самом мјесту је, према процјени из 2010. године, живјело 545 становника. Просјечна густина становништва износи 75 становника/km².